# Mizuage

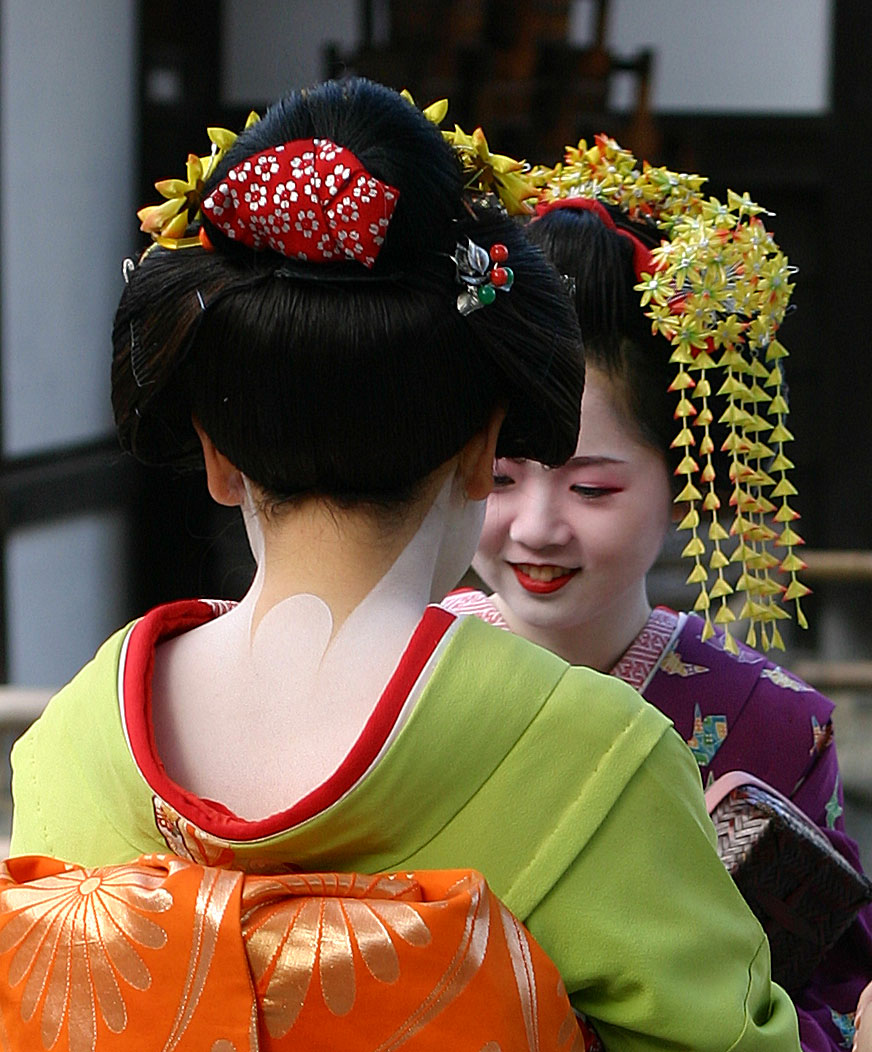
Gheisha (di spalle) la sua apprendista

Il mizuage (水揚げ? lett. "ricevere o dare le acque") era una cerimonia che rappresentava una tappa fondamentale nella vita di una oiran fino al 1958: determinava il passaggio da ragazza a donna vera a tutti gli effetti.

## Descrizione
Il mizuage era una tradizione che prevedeva l'"acquisto" della verginità di una oiran (cortigiana o prostituta d'alto bordo). Per questo si offrivano somme di denaro anche considerevoli, che trasformavano questo processo in una vera e propria asta.
Si occupava di tutto la "protettrice", la proprietaria della casa di piacere, dalla scelta del cliente all'organizzazione del rituale.  Il denaro serviva a coprire parzialmente il debito accumulato dalla oiran per il suo mantenimento.
Questa pratica è caduta in disuso.
Per le geisha la parola mizuage assume tutt'altro significato, spesso confuso: significava sì l'ingresso della maiko (apprendista) nell'età adulta, ma non comprendeva l'atto sessuale.